# Associazione Olimpica di Bermuda
L'Associazione Olimpica di Bermuda (nota anche come Bermuda Olympic Association in inglese) è un'organizzazione sportiva olimpica, nata il 1935 a Hamilton, Bermuda.
Rappresenta questa nazione presso il Comitato Olimpico Internazionale (CIO) dal 1935 ed ha lo scopo di curare l'organizzazione ed il potenziamento dello sport a Bermuda e, in particolare, la preparazione degli atleti bermudani, per consentire loro la partecipazione ai Giochi olimpici. L'associazione è, inoltre, membro dell'Organizzazione Sportiva Panamericana.
L'attuale presidente dell'organizzazione è Judy Simons, mentre la carica di segretario generale è occupata da Philip Guishard.